# Порт-Джервис (Нью-Йорк)
Порт-Джервис — американский город в штате Нью-Йорк, расположенный на слиянии рек Делавэр и Неверсинк. Деревня была названа Порт-Джервисом в честь гражданского инженера Джона Блумфилда Джервиса. В 1907 году деревня получила статус города.

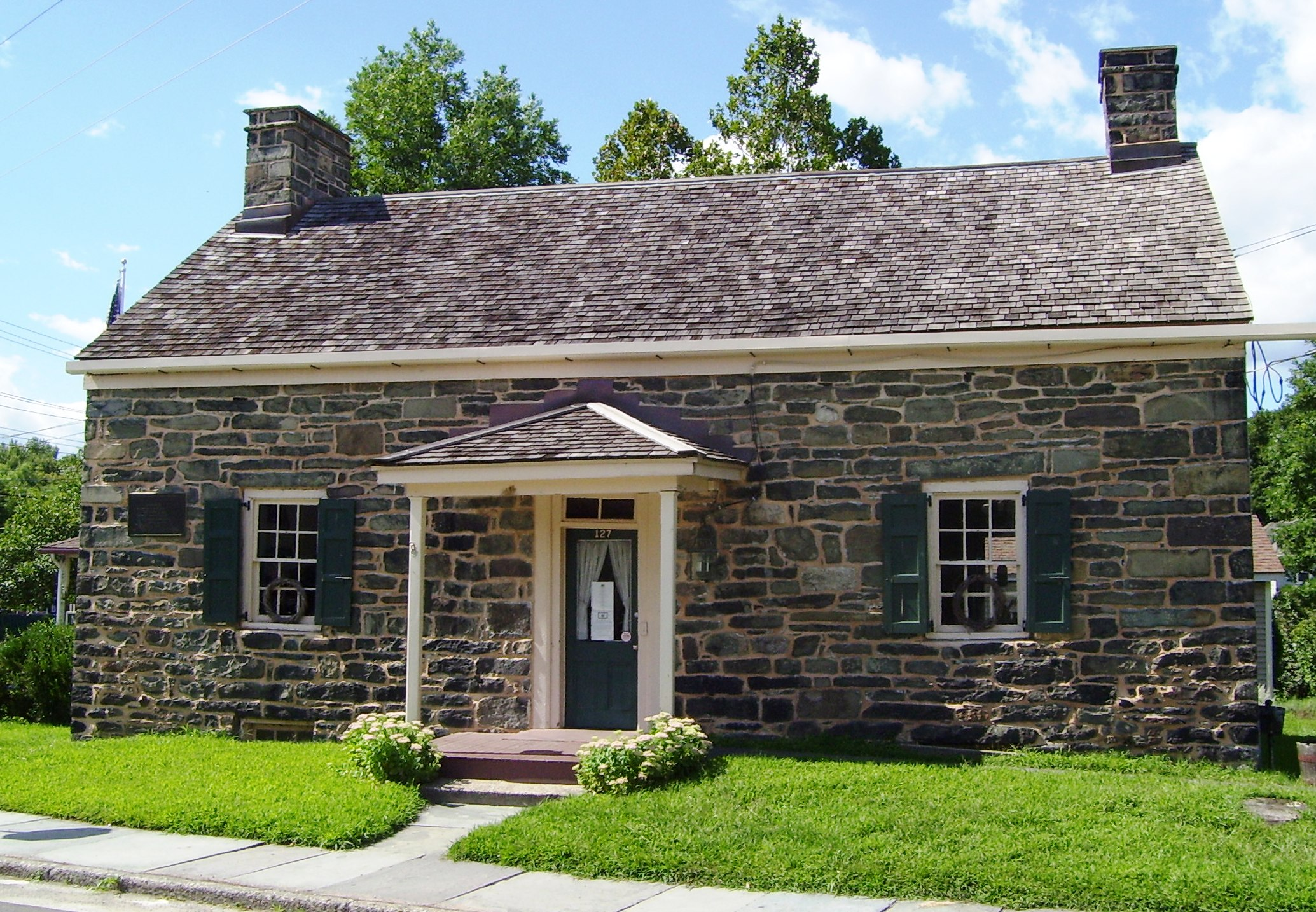
Старейшее здание в городе. Было построено в конце XVIII века.